# Angelo Cattaneo (carabiniere)
Angelo Cattaneo (Codogno, 19 marzo 1965) è un militare italiano, Appuntato Scelto dell'Arma dei Carabinieri, insignito di Medaglia d'oro al valor civile in seguito alle sue azioni durante una rapina a mano armata.